# Чемпионат Украины по вольной борьбе 2013
Чемпионат Украины по вольной борьбе 2013 прошёл в 2 — 4 июля 2013 года в Одессе.

## Медалисты

### Мужчины
| Категории | Золото            | Серебро               | Бронза              |
| --------- | ----------------- | --------------------- | ------------------- |
| До 55 кг  | Армен Аракелян    | Тарас Маркович        | Сергей Ратушный     |
| До 55 кг  | Армен Аракелян    | Тарас Маркович        | Пётр Билейчук       |
| До 60 кг  | Василий Федоришин | Николай Айвазян       | Евгений Хавелов     |
| До 60 кг  | Василий Федоришин | Николай Айвазян       | Василий Шуптар      |
| До 66 кг  | Семён Радулов     | Иван Петрив           | Вадим Духно         |
| До 66 кг  | Семён Радулов     | Иван Петрив           | Андрей Квятковский  |
| До 74 кг  | Олег Захаревич    | Рустам Дудаев         | Андрей Нагорный     |
| До 74 кг  | Олег Захаревич    | Рустам Дудаев         | Виталий Жуков       |
| До 84 кг  | Ибрагим Алдатов   | Джамбули Цотадзе      | Виталий Гончар      |
| До 84 кг  | Ибрагим Алдатов   | Джамбули Цотадзе      | Олег Белоцерковский |
| До 96 кг  | Валерий Андрейцев | Павел Олейник         | Илимдар Сайидов     |
| До 96 кг  | Валерий Андрейцев | Павел Олейник         | Любомир Сагалюк     |
| До 120 кг | Ален Засеев       | Александр Хоцяновский | Валерий Шелковин    |
| До 120 кг | Ален Засеев       | Александр Хоцяновский | Михаил Доценко      |

### Женщины
| Категории | Золото                | Серебро             | Бронза                |
| --------- | --------------------- | ------------------- | --------------------- |
| До 48 кг  | Ирина Рыбак           | Наталья Пульковская | Кристина Дарануца     |
| До 48 кг  | Ирина Рыбак           | Наталья Пульковская | Анна Богуненко        |
| До 51 кг  | Юлия Благиня          | Татьяна Джерш       | Александра Ижицкая    |
| До 51 кг  | Юлия Благиня          | Татьяна Джерш       | Марьяна Безрука       |
| До 55 кг  | Ирина Гусяк           | Ольга Нарепеха      | Татьяна Кит           |
| До 55 кг  | Ирина Гусяк           | Ольга Нарепеха      | Татьяна Омельченко    |
| До 59 кг  | Наталья Синишин       | Виктория Чепурко    | Татьяна Лавренчук     |
| До 59 кг  | Наталья Синишин       | Виктория Чепурко    | Екатерина Жидачевская |
| До 63 кг  | Анна Василенко        | Карина Станкова     | Оксана Шаликова       |
| До 63 кг  | Анна Василенко        | Карина Станкова     | София Боднар          |
| До 67 кг  | Алина Стадник-Махиня  | Екатерина Чотий     | Виктория Блиндюк      |
| До 67 кг  | Алина Стадник-Махиня  | Екатерина Чотий     | Светлана Рыжикова     |
| До 72 кг  | Екатерина Бурмистрова | Марина Мосьпан      | Марина Панчоха        |
| До 72 кг  | Екатерина Бурмистрова | Марина Мосьпан      | Екатерина Сасса       |